# جوزپه آکوینو (بازیکن فوتبال، زاده ۱۹۷۹)
جوزپه آکوینو (انگلیسی: Giuseppe Aquino؛ زادهٔ ۲۵ سپتامبر ۱۹۷۹) بازیکن فوتبال اهل ایتالیا است.
از باشگاه‌هایی که در آن بازی کرده‌است می‌توان به باشگاه فوتبال فروزینونه، باشگاه فوتبال آسکولی، و باشگاه فوتبال آنکونا اشاره کرد.